# 韦鲁诺
韦鲁诺（義大利語：Veruno），是意大利诺瓦拉省的一个市镇。总面积10平方公里，人口1854人，人口密度185.4人/平方公里（2009年）。ISTAT代码为003157。